# Batalla de Rosalis
La Batalla de Rosalis, también conocida como Batalla del Arroyo de Rosillo, fue un conflicto en la guerra de Independencia de México que tuvo lugar en la provincia de Texas el 29 de marzo de 1813, aproximadamente a nueve millas al sureste de San Antonio de Béjar cerca de la confluencia de los arroyos de Rosillo y Salado.

## Antecedentes
En 1812, el autonombrado Ejército Republicano del Norte, compuesto por tejanos, estadounidenses, criollos novohispanos, exsoldados realistas españoles e indígenas de la región, dejaron Luisiana y se dirigieron hacia Texas. Portando una bandera verde capturaron el pueblo de Nacogdoches el 7 de agosto de 1812. El Ejército Insurgente marchó luego hacia Goliad, donde capturaron el presidio La Bahía. Del 13 de noviembre de 1812 al 19 de febrero de 1813, los insurgentes fueron sitiados por el Ejército Realista. Incapaces de romper el sitio del ejército republicano, los realistas se retiraron hacia San Antonio. El Ejército Republicano, con ahora aproximadamente 900 hombres, persiguió a los realistas hacia San Antonio.

## Batalla
En marzo de 1813, las fuerzas realistas que contaban con 1200 hombres y eran lideradas por Manuel María de Salcedo, gobernador de Texas, y Simón de Herrera, el gobernador de Nuevo León planearon una emboscada en contra del Ejército Republicano en una curva del arroyo de Rosillo. La emboscada fallo cuando fueron detectados por el Ejército insurgente liderado por Bernardo Gutiérrez de Lara, Samuel Kemper, y Augustus Magee. El Ejército Republicano de alrededor de 900 hombres, derrotó a los realistas en menos de una hora. Con solamente seis bajas, los insurgentes mataron alrededor de 100 soldados realistas y capturaron material de guerra incluyendo seis cañones y 974 caballos.

## Consecuencias
Los Realistas se retiraron hacia San Antonio donde se rindieron al Ejército Republicano el 1 de abril. Dos días después, Salcedo, Herrera y otros 12 realistas fueron ejecutados por los insurgentes. El 6 de abril, los insurgentes redactaron el Acta de Independencia de la Provincia de Texas.